# Buironfosse
Buironfosse és un municipi francès situat al departament de l'Aisne i a la regió dels Alts de França. L'any 2007 tenia 1.210 habitants.

## Demografia

### Població
El 2007 la població de fet de Buironfosse era de 1.210 persones. Hi havia 446 famílies de les quals 122 eren unipersonals (57 homes vivint sols i 65 dones vivint soles), 126 parelles sense fills, 178 parelles amb fills i 20 famílies monoparentals amb fills.
La població ha evolucionat segons el següent gràfic:
Habitants censats

### Habitatges
El 2007 hi havia 525 habitatges, 456 eren l'habitatge principal de la família, 33 eren segones residències i 37 estaven desocupats. 484 eren cases i 41 eren apartaments. Dels 456 habitatges principals, 315 estaven ocupats pels seus propietaris, 128 estaven llogats i ocupats pels llogaters i 13 estaven cedits a títol gratuït; 3 tenien una cambra, 27 en tenien dues, 90 en tenien tres, 125 en tenien quatre i 211 en tenien cinc o més. 308 habitatges disposaven pel capbaix d'una plaça de pàrquing. A 240 habitatges hi havia un automòbil i a 138 n'hi havia dos o més.

### Piràmide de població
La piràmide de població per edats i sexe el 2009 era:
| Homes | Edats   | Dones |
| ----- | ------- | ----- |
| 0     | 95 o +  | 4     |
| 0     | 90 a 94 | 12    |
| 8     | 85 a 89 | 4     |
| 4     | 80 a 84 | 16    |
| 40    | 75 a 79 | 48    |
| 28    | 70 a 74 | 32    |
| 32    | 65 a 69 | 28    |
| 16    | 60 a 64 | 36    |
| 20    | 55 a 59 | 32    |
| 28    | 50 a 54 | 36    |
| 28    | 45 a 49 | 28    |
| 36    | 40 a 44 | 36    |
| 36    | 35 a 39 | 44    |
| 40    | 30 a 34 | 40    |
| 28    | 25 a 29 | 28    |
| 36    | 20 a 24 | 24    |
| 48    | 15 a 19 | 36    |
| 60    | 10 a 14 | 44    |
| 40    | 5 a 9   | 28    |
| 24    | 0 a 4   | 36    |

## Economia
El 2007 la població en edat de treballar era de 745 persones, 492 eren actives i 253 eren inactives. De les 492 persones actives 411 estaven ocupades (232 homes i 179 dones) i 81 estaven aturades (40 homes i 41 dones). De les 253 persones inactives 68 estaven jubilades, 64 estaven estudiant i 121 estaven classificades com a «altres inactius».

### Ingressos
El 2009 a Buironfosse hi havia 447 unitats fiscals que integraven 1.126 persones, la mediana anual d'ingressos fiscals per persona era de 14.080 €.

### Activitats econòmiques
Dels 36 establiments que hi havia el 2007, 1 era d'una empresa alimentària, 3 d'empreses de fabricació d'altres productes industrials, 7 d'empreses de construcció, 9 d'empreses de comerç i reparació d'automòbils, 3 d'empreses de transport, 3 d'empreses d'hostatgeria i restauració, 1 d'una empresa d'informació i comunicació, 3 d'empreses de serveis, 3 d'entitats de l'administració pública i 3 d'empreses classificades com a «altres activitats de serveis».
Dels 12 establiments de servei als particulars que hi havia el 2009, 1 era una oficina de correu, 1 paleta, 1 guixaire pintor, 1 lampisteria, 3 empreses de construcció, 2 perruqueries i 3 restaurants.
Dels 4 establiments comercials que hi havia el 2009, 1 era una botiga de més de 120 m², 1 una botiga de menys de 120 m², 1 una botiga de mobles i 1 una joieria.
L'any 2000 a Buironfosse hi havia 28 explotacions agrícoles que ocupaven un total de 784 hectàrees.

## Equipaments sanitaris i escolars
L'únic equipament sanitari que hi havia el 2009 era una farmàcia.
El 2009 hi havia una escola elemental.

## Poblacions més properes
El següent diagrama mostra les poblacions més properes.